# Electric Lady Studios

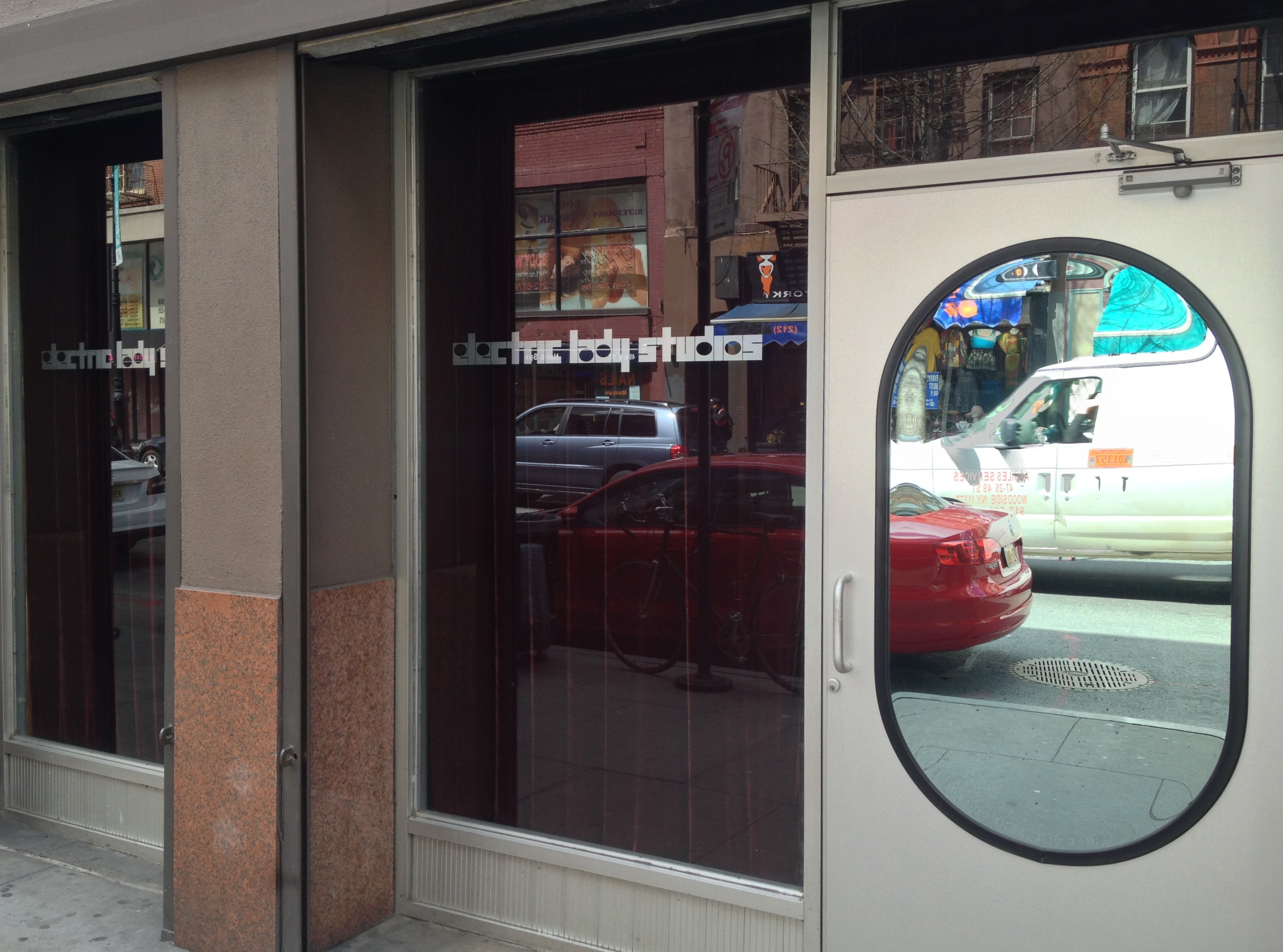
Entrada dos estúdios Electric Lady.

Electric Lady Studios é um estúdio para gravações musicais criado por Jimi Hendrix na 52 West 8th Street, em Greenwich Village, Nova Iorque, em 1970. Por ali passaram  importantes nomes da música, dentre os quais Taylor Swift, Lorde, U2, Billy Cobham, Curtis Mayfield, Carly Simon, Peter Frampton, David Bowie, Christina Aguilera, Bad Religion, Stevie Wonder, AC/DC, Led Zeppelin, John Lennon, Billy Joel, The Clash, Frank Zappa, The Cult, The Rolling Stones, Guns N' Roses, Patti Smith, Phil Keaggy, Kiss, Al Green, Adele, Lady Gaga e Lana Del Rey. Em 2011, Marcelo D2 gravou no Electric Lady sua canção "Na Veia", o primeiro samba gravado no estúdio. Em 2014, Lana Del Rey gravou seu segundo álbum, Ultraviolence, no estúdio, com o auxílio de Dan Auerbach, dos The Black Keys.